# Caso Lawrence contra Texas
El Caso Lawrence contra Texas (539 U.S. 558 (2003)) es un caso histórico de la Corte Suprema de los Estados Unidos por el cual se declaró que las leyes que criminalizaban la homosexualidad son inconstitucionales. El juicio oral se inició el 2 de diciembre de 2002 y la sentencia se produjo el 26 de junio de 2003, tras una votación de 6-3. El tribunal había tratado el mismo tema anteriormente en el caso Bowers contra Hardwick, en 1986, donde se había ratificado la ley de Georgia, considerando que no existía protección constitucional para la intimidad sexual.
El caso Lawrence anuló el caso Bowers, estableciendo que se había interpretado demasiado estrechamente el interés de la libertad. La mayoría consideró que las prácticas sexuales consentidas formaban parte de la libertad protegida por el debido proceso fundamental establecido en la Decimocuarta Enmienda. Lawrence tuvo como efecto la anulación de todas las leyes similares existentes por todo Estados Unidos donde muchos estados penalizaban las prácticas homosexuales consentidas realizadas en privado. También derogó la aplicación de las leyes de sodomía al sexo heterosexual.
El caso atrajo mucho la atención pública, y se recopilaron muchas opiniones de amici curiae. La sentencia fue celebrada por los defensores de los derechos de los homosexuales que la consideraron un paso adelante hacia futuros cambios legales.

## Historia
Los demandados, John Geddes Lawrence, un hombre de 60 años de edad y Tyron Garner, un hombre de 36 años de edad, se encontraron practicando sexo anal consentido en el apartamento de Lawrence en Houston el 17 de septiembre de 1998. La policía entró al apartamento, que estaba abierto, porque un vecino mandó una queja acerca de "un hombre loco con una pistola".
Lawrence y Garner fueron arrestados y cargados con violaciones de la ley sodomía en Texas. La ley prohibía sexo anal u oral entre personas del mismo género. Cada uno de ellos pagó 125 dólares de multa, pero iniciaron una apelación.
En 1999, tres jueces de la Corte de Apelaciones número 14 del estado Texas decidieron que la ley era inconstitucional, por un voto de 2-1, pero un grupo de todos los jueces de la misma corte decidió, por un voto de 7-2, que la ley era constitucional. En 2001, la corte de Apelaciones Criminales de Texas rechazó tratar el caso, que en 2002 fue elevado a la Suprema Corte de los Estados Unidos.
La presentación en la corte fue el 26 de marzo de 2003. La corte consideró tres asuntos: 
(1) Si la ley de Texas viola la Decimocuarta Enmienda a la Constitución cuando declara que el sexo entre personas de sexos diferentes no es contrario la ley, pero el sexo entre personas del mismo sexo lo es.
(2) Si el arresto de ellos en sus hogares por intimidad sexual consensual viola la Decimocuarta Enmienda sobre la libertad e intimidad.
(3) Si el caso Bowers contra Hardwick tiene que ser invalidado.

## Decisión

La sentencia del caso Lawrence contra Texas invalidó las leyes de sodomía de 14 estados de Estados Unidos.
Leyes derogadas antes de 1970.
Leyes derogadas entre 1970-1979.
Leyes derogadas entre 1980-1989.
Leyes derogadas entre 1990-1999.
Leyes derogadas entre 2000-2002.
Leyes derogadas por la Corte Suprema de los Estados Unidos en 2003.

Por voto 6-3, la corte invalidó la ley de Texas. La sentencia invalidó leyes en otros 13 estados. El juez Anthony Kennedy redactó la sentencia junto a John Paul Stevens, David Souter, Ruth Bader Ginsberg y Stephen Breyer. Sandra Day O'Connor escribió su propia sentencia, con igual veredicto, pero con razones diferentes.
Los jueces Antonin Scalia, William Rehnquist y Clarence Thomas disintieron. Scalia escribió que la corte "básicamente ha rubricado a la así llamada agenda homosexual."

## Implicaciones
Lamda Legal, la organización que trajo el caso, dijo que la decisión fue "una victoria legal tan decisiva que quizás cambie en todo el ambiente para la comunidad LGBT." El doctor Laurence Tribe dijo que Lawrence quizás fue "Brown contra Board of Education de América gay y lesbiana." 
Algunos activistas esperaban que la decisión apoyara el derecho al matrimonio entre personas del mismo sexo, pero la sentencia explícitó que "esta decisión no implica el asunto si el gobierno debe de dar reconocimiento formal a cada relación que personas homosexuales quiera tener."
La decisión de la mayoría incluyó razonamientos del Tribunal Europeo de Derechos Humanos, allí hay una discusión sobre el lugar de decisiones de cortes fuera de los Estados Unidos.